# HD 108874 b
إتش دي 108874 ب (بالإنجليزية: HD 108874 b)‏ هو عملاق غازي أعلن عنه في 2003. ويدور الكوكب في النطاق الصالح للحياة لنجمه. ومن المتوقع أن يكون أي قمر يدور حول هذا الكوكب ثريًا بالكربون، وبالتالي فهي مختلفة تمامًا عن تلك الأجسام الغنية بالسيليكات في المجموعة الشمسية.
يعتقد أن الكوكب يمثل ظاهرة رنين مداري بنسبة 1:5 مع كوكب إتش دي 108874 ج.

## وصلات خارجية
- "HD 108874 b". The Extrasolar Planets Encyclopedia. مؤرشف من الأصل في 2019-12-07.